# Marjanovics Annamária
Marjanovics Annamária (nemzetközi dokumentumokban Annamaria Marjanovic) (Szeged, 2001. december 23. –) magyar sakkozó, női nemzetközi nagymester (WGM), nemzetközi mester (IM).

## Pályafutása
Hároméves korában édesapja (Marjanovics György) tanította meg sakkozni, versenyszerűen hatéves kora óta játszik. 2009-ben, hétéves korában az U8 korcsoportos magyar bajnokságon ezüstérmet szerzett. Részt vett az Európai Unió 8 éven aluliak számára rendezett bajnokságán, amelyen a vegyes (fiú-lány) mezőnyben a lányok között a második, a teljes mezőnyben a 12. helyen végzett. 2010-ben az Országos Diák Sakkolimpián a lányok I. korcsoportjában ezüstérmet szerzett,  majd az U10 korcsoportos magyar bajnokságon az 1. helyet szerezte meg. 2011-ben az U10 korosztályos Európa-bajnokságon Albenában ezüstérmet szerzett, e teljesítményéért női mesterjelölt (WCM) címet kapott. 2012-ben az U12 korcsoportos magyar bajnokságon egyedüli lányként a mezőnyben a fiúk között bronzérmet szerzett. Az U11 korcsoportos lány világbajnokságon az 5. helyet szerezte meg.
2012-ben megnyerte az U12 korosztály rapidsakk-Európa-bajnokságát, a minden korosztályt egybefoglaló szuperdöntőben ezüstérmet szerzett.
2013–2014-ben az U12, 2014–2015-ben az U14 korosztályos lány világranglista vezetője volt.
2015-ben az NB I-be feljutó Kőbánya SC legjobb pontszerzője volt.
2016-ban, 14 éves korában veretlenül bronzérmet szerzett a magyar bajnokságon. A 2016-os ifjúsági csapatbajnokságon az Aquarena Kőbánya SC csapatával az 1. helyen végzett.
2018-ban a Szkopjéban rendezett rapidsakk-Európa-bajnokságon ezüst-, a villámsakk-Európa-bajnokságon bronzérmet szerzett.
2014-ben érte el a női FIDE-mester (WFM) címet és 2019-ben érte el a női nagymester (WGM) fokozatot. A nagymesteri normát 2017 júliusában Újvidéken rendezett nemzetközi nyílt versenyen, az ugyanezen év szeptemberében Zárában rendezett Zadar Open A-versenyén, valamint 2018. novemberben az Újvidéken rendezett Third Saturday nemzetközi mesterversenyen teljesítette. Ez utóbbi eredményével egyben első ízben teljesítette  a férfi nemzetközi mesteri normát is.